# Tien-san
A Tien-san (kínai: 天山; Pinyin: Tiān Shān, kirgiz: Тян Шан, orosz: Тянь Шань) láncos röghegység Közép-Ázsiában, Kína, Kazahsztán, Üzbegisztán, Kirgizisztán és Tádzsikisztán területén. Nyugat-keleti irányban mintegy 2500 km hosszan húzódik. Földünk egyik legnagyobb tömegű hegysége.
Legmagasabb pontja (egyben Kirgizisztán legmagasabb pontja) a 7439 méter magas Dzsengis Csokuszu (magyar neve: Győzelem-csúcs), a kirgiz-kínai határon.
A kínai Tien-san név egyes vélemények szerint az „ég” jelentésű hsziungnu (xiongnu) csilien (qilian) szóra vezethető vissza, amelyet A történetíró feljegyzései című történeti munka említ. A mai kínai név (天山) jelentése: „mennyei hegység”, vagy égi hegység. A névben egyértelmű utalást találunk Tengrire, az ezen a környéken a jüecsik által a lovasnomádok között elterjesztett tengrizmus főistenének nevére is - a Tien San kínai elnevezés is a "Tengri kán" kínai alakja, melyet a kínaiak a környék lakosságát adó (kirgiz, üzbég, mongol) lovasnomádoktól vettek át.
Az első európai utazó, aki részletes leírást készített a Tien-sanról az orosz felfedező Pjotr Szemjonov volt. Felfedezésében, leírásában jelentős szerepet játszott Prinz Gyula is.

## Helyzete

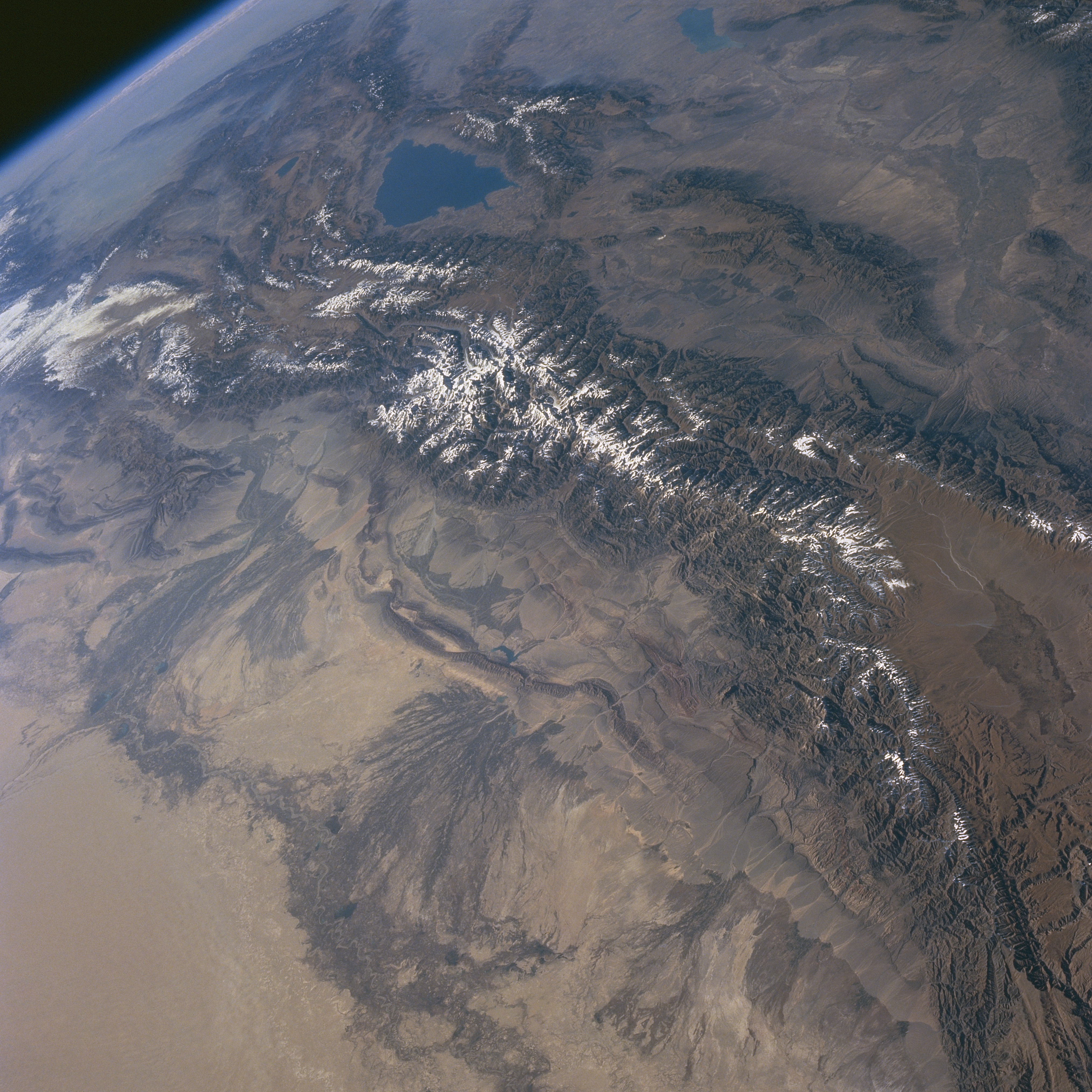
A Tien-san műholdképe

A Tien-san a Takla-Makán sivatagtól északra és nyugatra fekszik, Kazahsztán, Kirgizisztán és a nyugat-kínai Hszincsiang-Ujgur Autonóm Területen. Délen érintkezik a Pamír hegységgel.
A nyugati térképeken a Tien-san általában véget ér a hszincsiangi (xinjiangi) Ürümcsi várostól nyugatra és a várostól keletre lévő hegyeket Bogdasan néven említik. A kínai térképeken azonban a Bogdasan és a Barkol hegyláncai már a Han-dinasztia óta a Tien-sanhoz tartoznak.
A Tien-san része a Himalája hegységképződési övezetének, amely az indiai és az ázsiai kéreglemezek ütközésével jött létre, ami a késő kréta idején kezdődött mintegy 70 millió évvel ezelőtt.
A Győzelem csúcs utáni legmagasabb hegy a Tien-sanban a 7010 méteres Khan Tengri („A Szellemek Ura”/"Tengri Úr"), Kazahsztán és Kirgizisztán határán. Ezek a világ legészakabbra elhelyezkedő 7000 méternél magasabb csúcsai. 2011 elején Almazbek Aszambajev kirgiz miniszterelnök aláírt és a parlament elé terjesztett egy rendeletet, mely szerint a hegylánc egy még névtelen, 4500 méteres csúcsát Vlagyimir Putyinról neveznék el. A csúcs az Akszu folyó közelében található.

## Szerkezete, geológiája

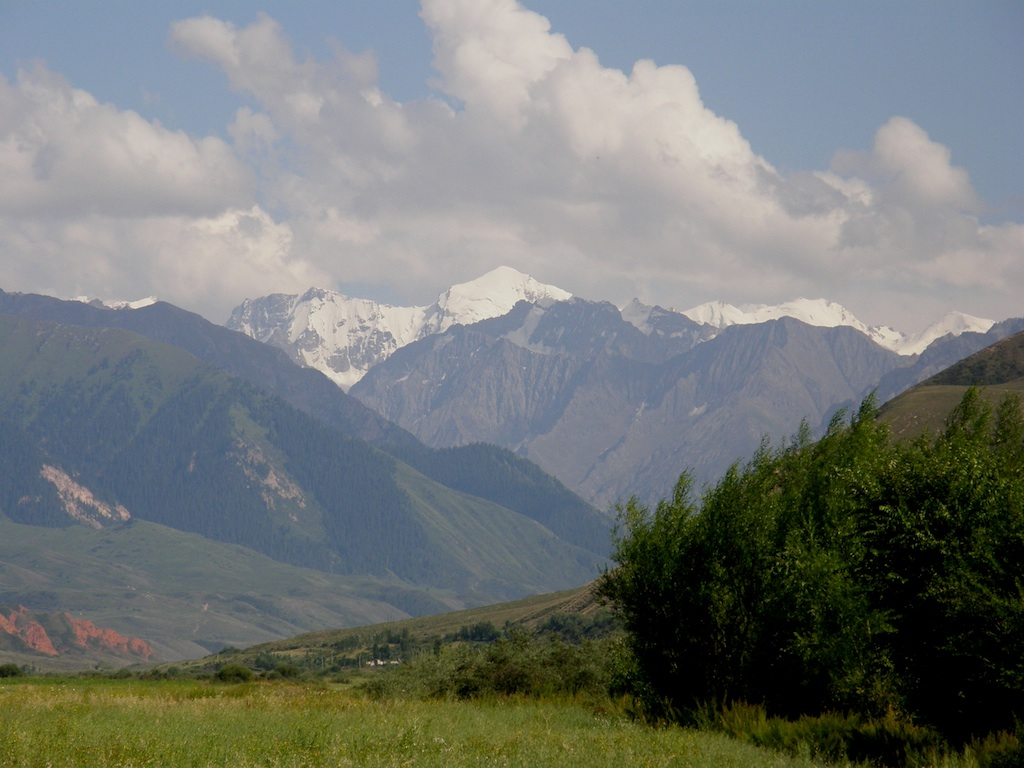
A Tien-san látképe

A hegység természetföldrajzi jelenségeinek feltárásában magyar felfedezők, kutatók is részt vettek, főként Prinz Gyula, aki elsőként ismerte fel és írta le a „szürtök” (vastag törmeléktakaróval és fiatal morénaüledékekkel fedett medenceszerű hullámos fennsíkok) fogalmát és keletkezését, valamint Almásy György.
Legkorábbi gyűrődései még a kaledóniai hegységképződés során jöttek létre, de hatalmas hegyláncai főleg a variszkuszi orogenezis nyomán alakultak ki. Párhuzamos láncait hosszanti törések, mély szerkezeti árkok választják el.
A hegység északi részét, a Kara-Tau–Felső-Narin-völgytől északra nagyrészt a kaledóniai hegységképződés formálta. A földtörténet ős- és korai óidejéből származó átalakult (gneisz, pala, márvány) és üledékes (mészkő, homokkő) kőzetekből áll, melyeket gránit- és szienitbenyomulások törtek át.
A hegység déli övezete fiatalabb, főként a variszkuszi orogenezis alakította ki, ezért nagyrészt késő devon–karbon időszaki üledékes kőzetekből (mészkőből) épül fel.
A két egység a variszkuszi hegységképződés során forrt össze, majd – egy hosszú lepusztulási folyamatot követően – a kréta időszak végétől napjainkig több fázisban ismét kiemelkedett, méghozzá nagyjából korábbi csapásának megfelelően, azaz tipikus láncos röghegységgé formálódott. A pleisztocénben pl. a kiemelkedés a 2–3000 m-t is elérte, ezért a hegység nagy része eljegesedett. Még ma is több ezer km²-nyi területet borítanak jégmezők, melyekből sok gleccser indul. Morfológiailag ezért glaciálisan átformált, meredek falú, éles, csipkézett gerincek és kiegyenlítetlen esésű mély szurdokvölgyekkel felszabdalt lépcsős peremek jellemzik. Jellegzetesek a hegyomlások és más lejtős tömegmozgások is. A szerkezeti mozgások ma is tartanak, gyakoriak a pusztító földrengések.
Az alsóbb területeken a folyóvízi erózió is jelentős. A hegység látványos része az északnyugati részében található Akszu kanyon.

## Ásványkincsei
Ásványkincsekben gazdag: a higany-, antimon-, ólom-, cink-, ezüst-, ón-, volfrám- és molibdénérc, valamint a foszforit, kaolin, kőolaj és a szénféleségek készletei a legjelentősebbek.

## Éghajlata
Mérsékelt övi kontinentális éghajlatát a fekvés és a változatos domborzat alakítja, módosítja. Délnyugati részén száraz szubtrópusi hatás érvényesül. A hegységben a hőmérséklet és a csapadék a magassággal változik. A júliusi középhőmérséklet 20–25 °C-ról előbb 15–17 °C-ra, majd a magasban 5 °C alá csökken. A januári középhőmérséklet -6 °C-nál is alacsonyabb lehet. Az évi átlagos  csapadékmennyiség 300–800 mm között változik. Télen hó formájában hullik, mely a meredek lejtők miatt gyakran lavinákat okoz.

## Vízrajza
A hegységben 7300 km²-t borít jég, melyből 6100 turkesztáni típusú gleccser ereszkedik le. A legjelentősebbek az Északi- és Déli-Inilcsek-gleccser, valamint a Péter-jégár.
A Tien-sanban ered több jelentős közép-ázsiai folyó, melyek közül a legfontosabbak a Szir-darja, Csu, Szaridzsaz, az Ili és a Tarim folyók.
Legjelentősebb tavai: Iszik-köl, Szong-köl, Csatir-köl.

## Természetes növényzet
A természetes növénytakaró függőleges övezetességet mutat: a hegylábi síkságokon félsivatagok, száraz sztyeppek találhatók; 900–1200 m-ig hegyi sztyeppek; 2000 m-ig hegyi erdős sztyeppek találhatók, ahol a magasfüvű réteket alacsony bokrok, ritkás facsoportok tarkítják; 2000 m felett dió- és fenyőerdők jellemzőek (lucfenyő, jegenyefenyő); 2800–3000 m felett az eltörpülő, ritkuló erdőket magashegyi rétek váltják; 3600–3800 m felett az örök hó és jég a jellemző.
A csapadékviszonyok függvényében is nagy különbségek vannak a növényzetben: délen sivatagos jelleg uralkodik, csupán néhány szárazságtűrő ürőm-, csenkesz- és árvalányhajfajjal. A csapadékosabb északi oldalon viszont dús füvű rétek terülnek el, rajtuk sásfélék, közönséges palástfű, réti perje (Poa pratensis) nőnek. A magasabb térszínek kopár hegyi tundrák, csak a szürtöket fedik alhavasi gyepek; ezek a havasi pásztorkodás színterei.

## Tájai
- Központi-Tien-san A legmagasabb, egységes, legjobban eljegesedett hegységcsoport, 4–5000 m magas hegyláncai a Han Tengri masszívumban csúcsosodnak ki (Han Tengri, Győzelem-csúcs). Innen indulnak a hegység legnagyobb gleccserei: a Déli- és az Északi-Inilcsek.
- Belső-Tien-san Központi tengelye a Narin folyó széles, teraszos völgye. Jellegzetes domborzati formái a szürtök. Jellemző vonulatai: a Terszkej-Alatau és a Köcskö-Alatau.
- Északi-Tien-san Legjelentősebb vonulatai az Ilintúli Alatau, a vele párhuzamos Kungej-Alatau – köztük a Föld egyik legnagyobb hegyi tava, az Iszik-köl – és a Kirgiz-hegység.
- Nyugati-Tien-san A legalacsonyabb, tagolt, a Közép-ázsiai-síkvidékbe benyúló hegységcsoport, melynek legjelentősebb tagjai a Talasz-Alatau és a Csatkal-hegység, valamint a Kara-tau.
- Keleti-Tien-san A Kína területén szétágazó hegységek, köztük a Barkol-hegység és a Bogdasan, valamint az Ili völgye.

## Galéria

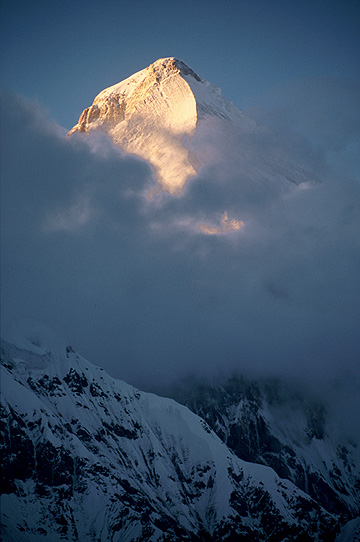
A Han Tengri csúcs (7010 méter) naplementekor
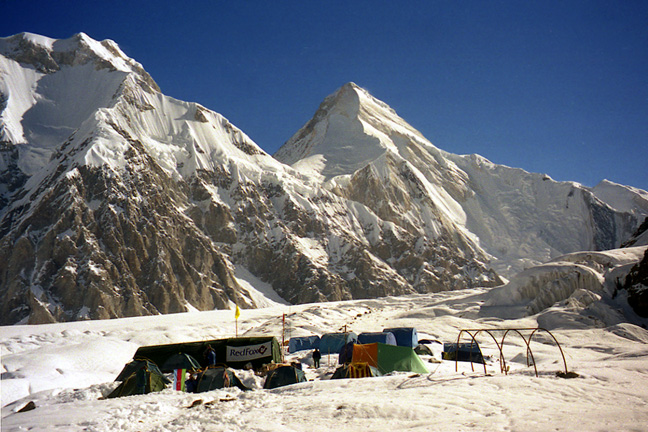
A Déli Inilcsek Alaptábor, a gleccseren túl a Csapajev és Han Tengri csúcsok
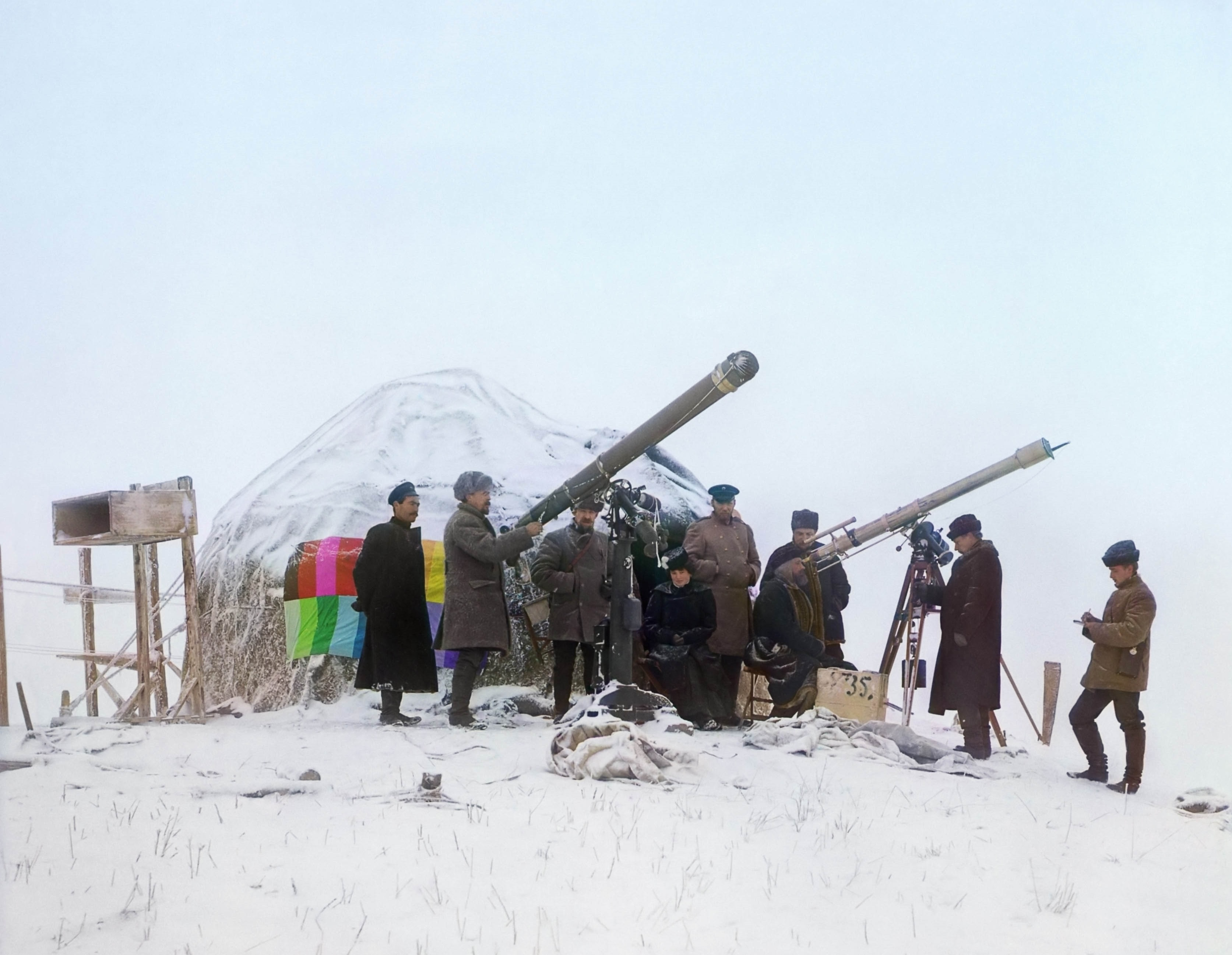
Szergej Prokugyin-Gorszkij fotója: asztronómiai megfigyelések a Tien-sanban, 1907-ben
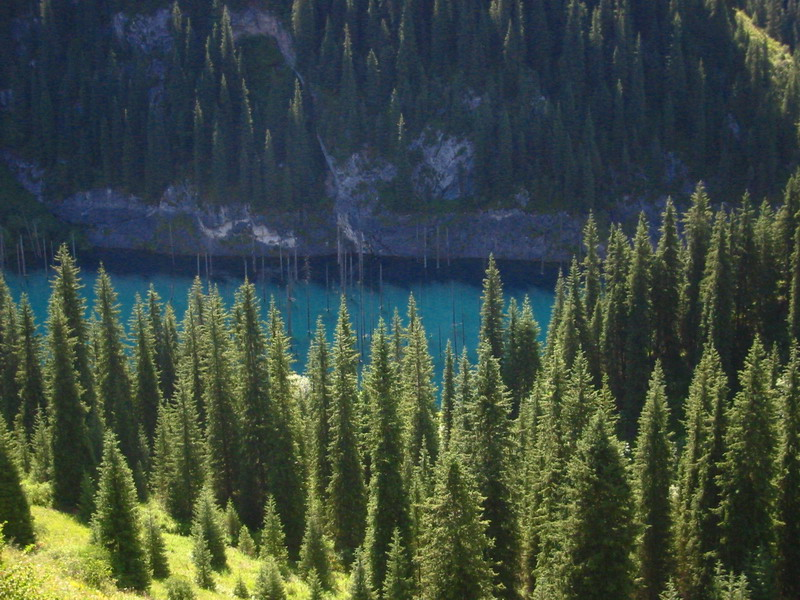
Fenyőerdő Délkelet-Kazahsztánban, a Kaindij-tó közelében
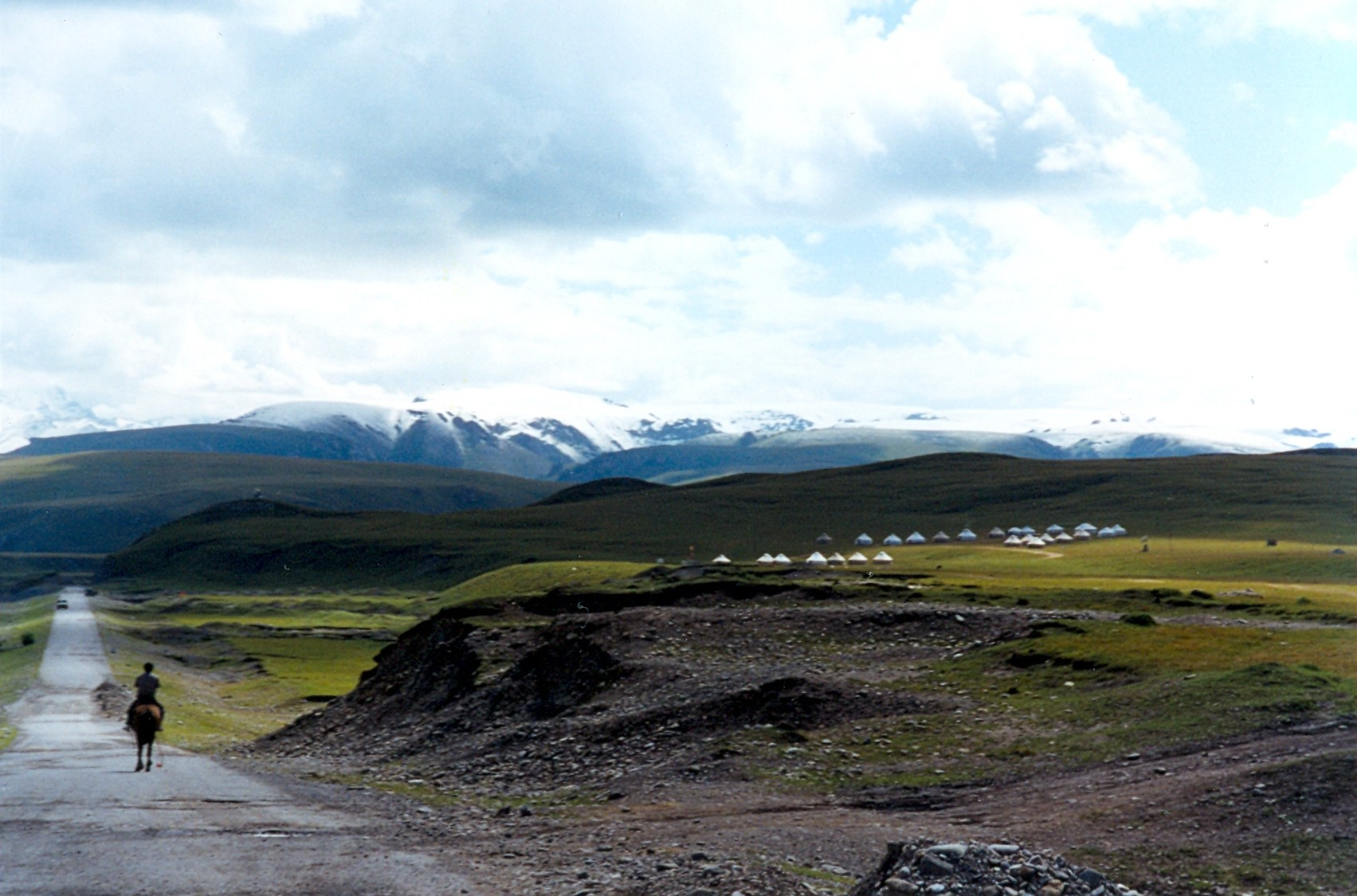
A Csiningből (Jiningből) Kucsába vezető út Hszincsiang (Xinjiang)ban
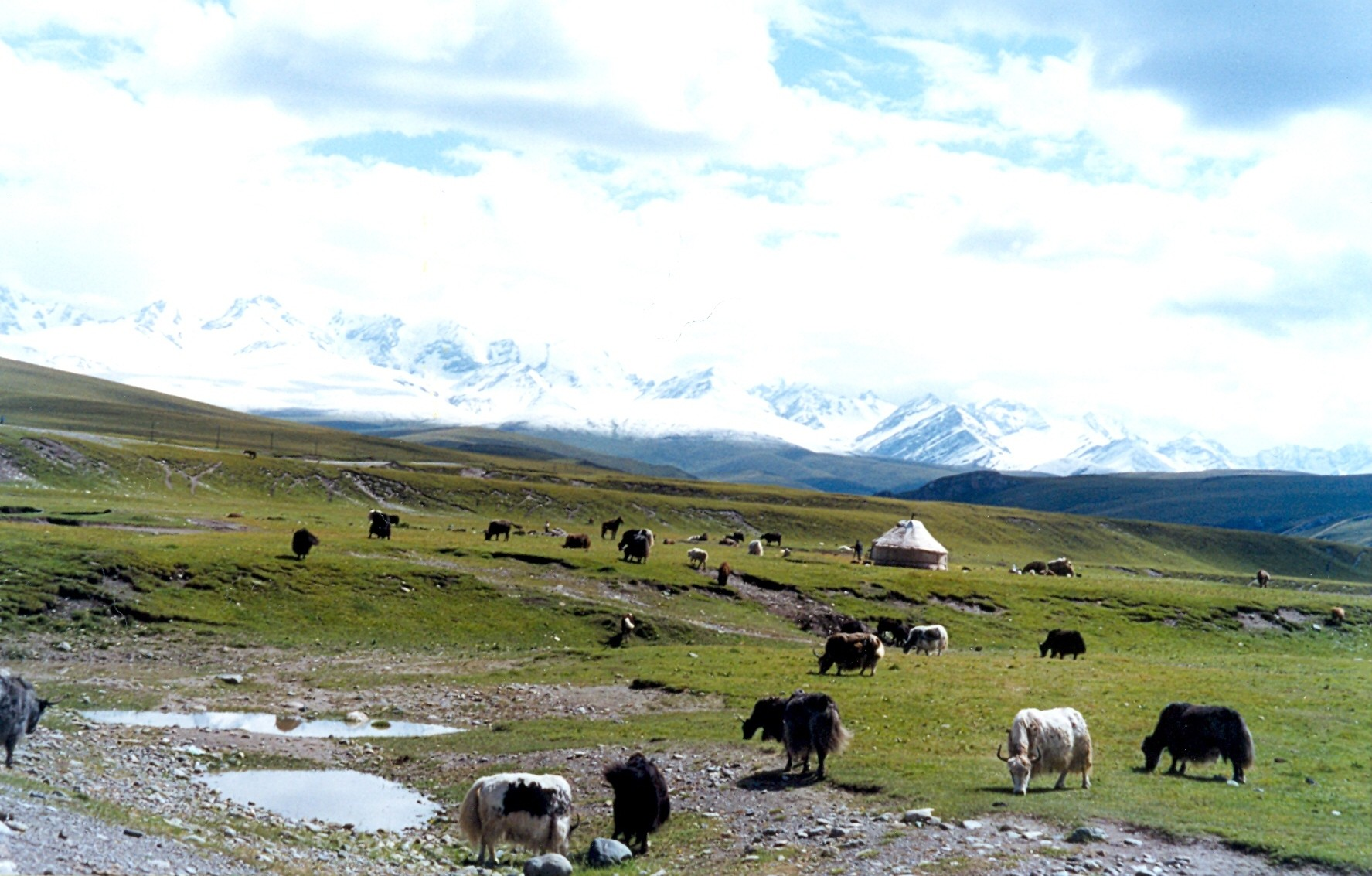
Legelésző jakok, Hszincsiang (Xinjiang)
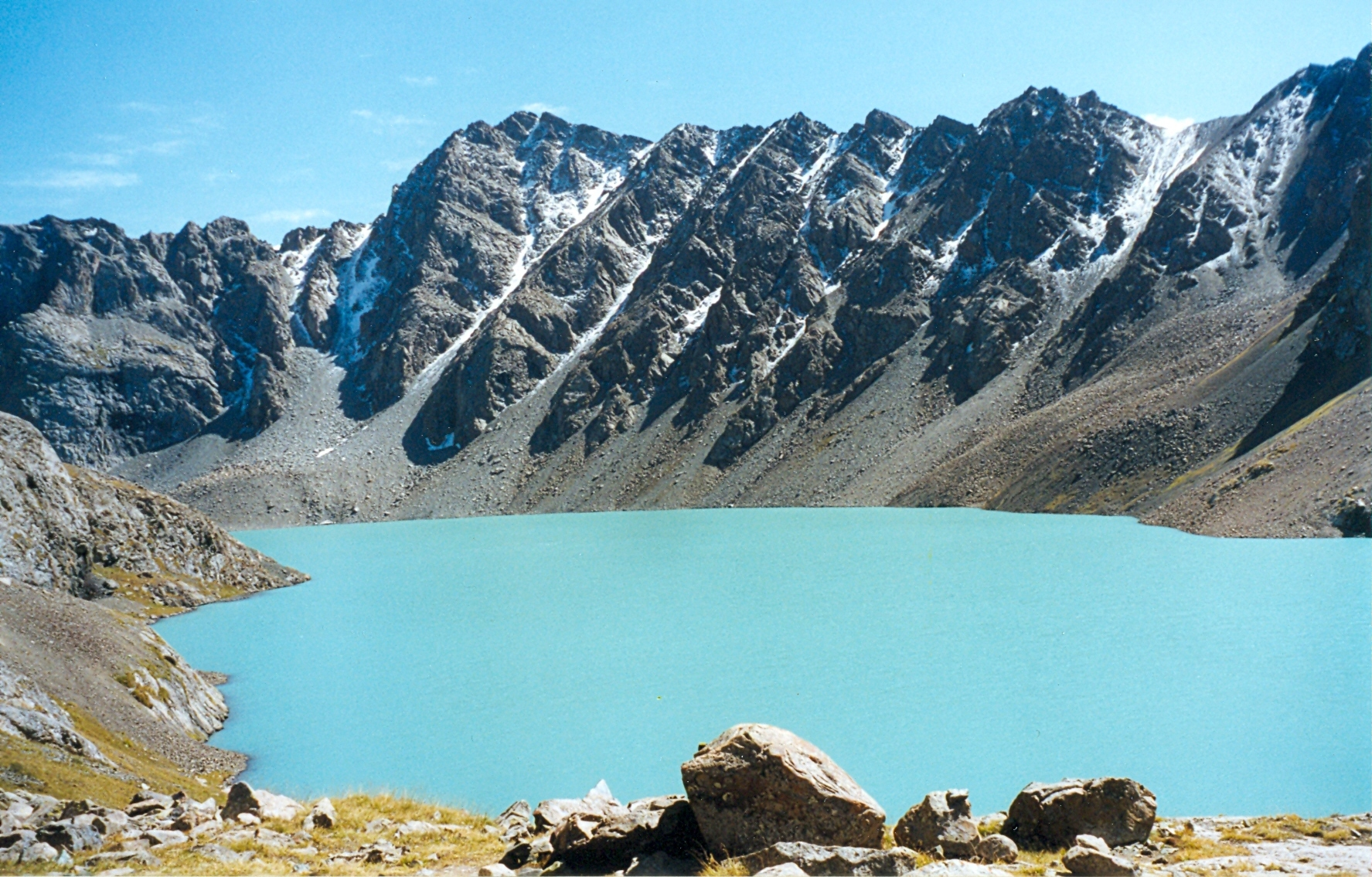
Az Ala Köl tó Kirgizisztánban
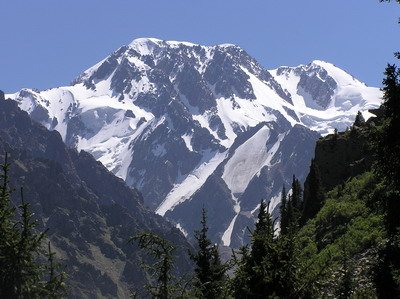
Talgar csúcs, Talgar, Délkelet-Kazahsztán
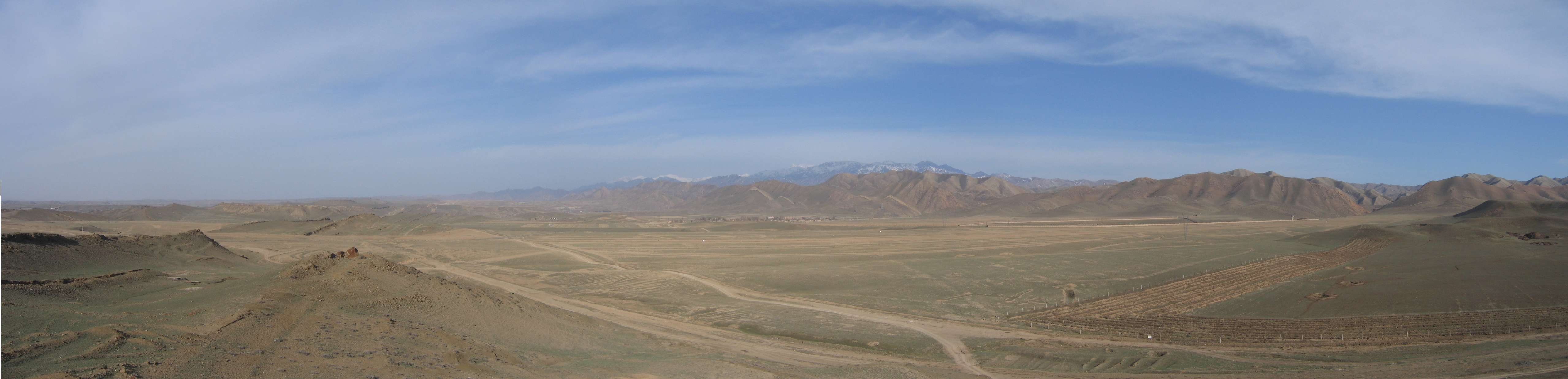
A Tien-san vonulatai Ürümcsinél
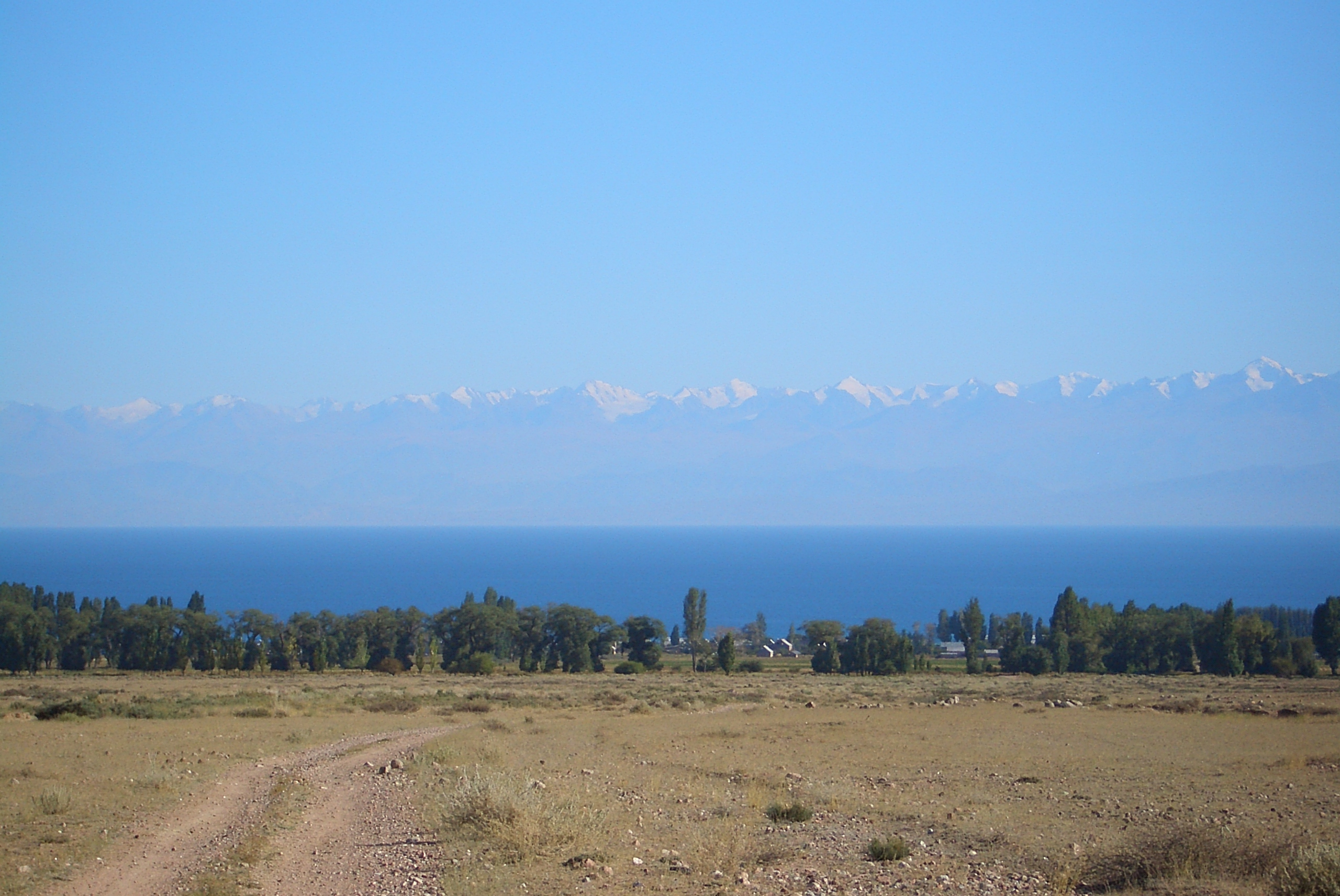
A Tien-san az Iszik-köl tó túloldaláról

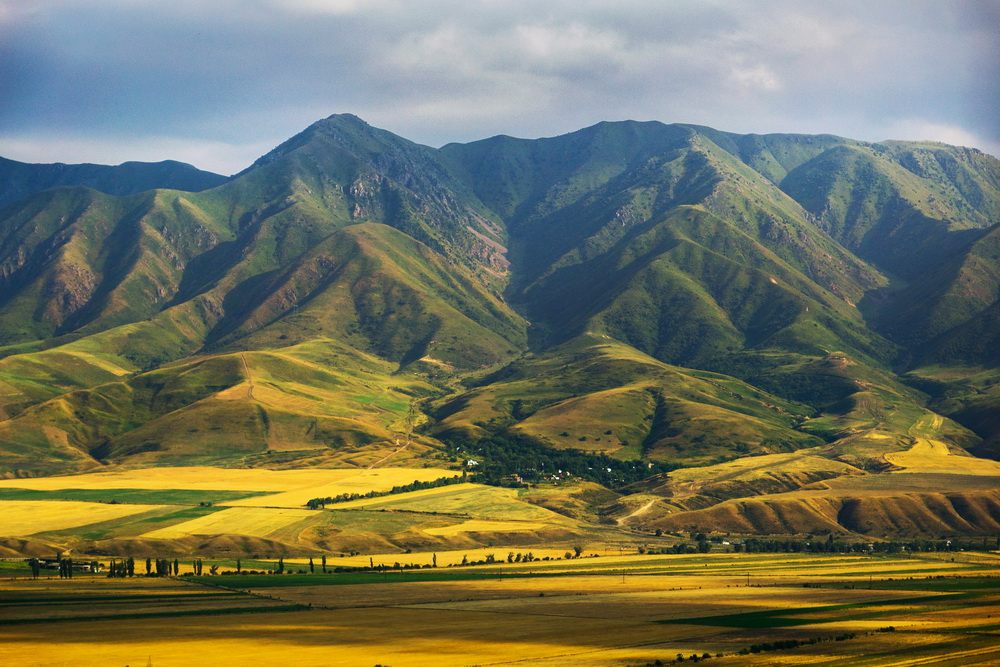
A Tien-san nyugati nyúlványai